# 史上最強 宮本ジュリア
『史上最強 宮本ジュリア』（しじょうさいきょう みやもとジュリア）は、魔法株式会社が開発しジー・モードより発売されたアクションRPG。2008年から2009年にかけてiアプリ、S!アプリ、EZアプリ向けに配信され、2020年6月25日には、Nintendo Switch向けにジー・モードが展開する「G-MODEアーカイブス」の第6弾として発売された。
主人公の派遣社員・宮本ジュリアが、物語の舞台となる銀河「東銀河」の各惑星に赴いて脅威を排除する業務を遂行し、やがて巨大な陰謀に立ち向かっていくさまが描かれる。

## ゲームシステム
各ステージではクリア条件のノルマと「終業時間」（制限時間）が設定されている。時間内にノルマを達成すればクリア、時間切れまたはジュリアのHPが0になった場合は失敗となる。
攻撃は、武器による攻撃のほか、ゲージを溜めて行うチャージ攻撃と、専用アイテム取得後に使用できる必殺技がある。チャージ攻撃用ゲージは攻撃ボタンを押すことで溜まっていき、必殺技は最大5回分ストックできる。

## 装備
武器は以下の7種類に大別され、攻撃力（与ダメージの増加率）、錬気力（値が大きいほどチャージ速度が速い）、重量（値が小さいほど移動速度が速い）、チャージ（値が大きいほどチャージ攻撃の威力が高い）のパラメータが変化する。
- 基本系：強力な攻撃弾を発射する。
- 連続系：攻撃弾を連続で発射する。
- 拡散系：一定距離を進んだ後に拡散する攻撃弾を発射する。
- 強化系：強力なビーム砲を発射する。発射中はその場を動けない。
- 追尾系：敵を追尾する弾を発射する。
- 貫通系：敵を貫通する弾を発射する。
- 斬撃系：ビームの刃で周囲を攻撃する。

防具は以下の4種類に大別され、防御力（被ダメージの減少率）、HP（最大HPの上乗せ率）、錬気力、重量のパラメータが変化する。
- 機動系：重量が軽い。
- 体力系：HPが上昇する。
- 錬気系：錬気力が上昇する。
- 防御系：防御力が高め。

必殺技は以下の2種類。
- PowerAttack：一定時間高速で移動し敵に体当たりをするだけでダメージを与えられる。
- Burst：画面全体の敵にダメージを与える。

## 登場人物

### 銀河危機管理機構株式会社 社員
宮本ジュリア
惑星事業本部アサルト二課所属の派遣社員。21歳。
「時給10倍」の謳い文句に乗せられ銀河危機管理機構へやってくる。武器を用いた業務は初めてだが類い稀な能力を発揮し、「史上最強の派遣社員」となるべく奮闘する。
山田ユー
惑星事業本部アサルト二課課長。
部下思いで、ジュリアが危機に瀕した際には身を挺して守る。銀河連邦公安調査庁の秘密捜査官としての裏の顔も持つ。
桜木アナスタシア
惑星事業本部アサルト二課所属の派遣社員。
天才を自称し高飛車な態度で周囲と接するが、後にジュリアと意気投合する。派遣当初に山田と短期間交際していたとジュリアに語る。虫が大の苦手。
田中ミラ田中
惑星事業本部戦略企画部三課所属の正社員。後にアサルト二課へ転属。
おっとりした口調で話し周囲をたびたび苛立たせるが、一方で男性受けが良く3股をかけている。業務の最中に「アリ」（虫の姿の怪物）に襲われ自らもアリの姿になってしまう。
ゼッコ・ゼッコ
ミラとともにアサルト二課へ転属した正社員。元の所属は不明。語尾に「〜でゲス」をつけて話す。
ジュリアとの同行業務の途中でジュリアを裏切り、アリの餌食にしようとする。自分が仕掛けた地雷を自ら踏む間の抜けた一面もある。
志摩
惑星事業本部戦略企画部部長。
相手を恫喝するような口調で話し、激昂するとエキセントリックな発言を口にする。惑星開発会社「SRC」との繋がりを持っている。
終盤ではアルタイルの配下であることが判明しジュリアと戦闘となる。その際は特殊なアイテムの力でストレスを消し去って冷静な人格となり、本来以上の力を引き出して対決する。しかし死闘の末に敗北、死亡した。

### その他の登場人物
タナトス
全身をパワードスーツのようなもので覆った賞金稼ぎ。
ジュリアの前に度々現れ、軽薄な言動で挑発しながら襲い掛かる。ジュリアの有能ぶりに嫉妬していたゼッコの感情を利用しジュリアを殺すよう仕向ける狡猾さも見せる。
終盤でついにジュリアと決着をつけることに。その正体はアルタイルのクローン人間。数々の困難を乗り越えて成長したジュリアの敵ではなく死闘の末に討ち取られた。
小野タイラー
様々な組織を渡り歩く派遣社員。
ジュリアの敵対勢力の雇われ人として度々現れ、その都度戦うことになる。ジュリアの元交際相手で、将来のことを考えない自堕落な面に愛想をつかされた経緯がある。
その正体はタナトスと同じくアルタイルのクローン。終盤にてジュリアと激突するが最後までオリジナルを超えることもジュリアに勝つこともできないままこの世を去った。
長山
惑星開発会社「SRC」の取締役局長。
生物のDNAを書き換える実験を各所で実施している。年老いた見た目と裏腹に高い戦闘能力を持つ。
東アルタイル
本作の最終ボス。
厚生労働省事務次官。タイラーと瓜二つの顔をしている。
SRCのDNA技術を利用し、不平不満を口にしない労働者を作り上げようと目論んでいる。
悪事を暴かれた末に本拠地にてジュリアと激突。一進一退の死闘を演じ、後一歩のところでジュリアに勝てそうになると山田の救援に逆転され、敗色が濃くなったことで逃走する。
このため決着が付いていないが、山田の見立てではすぐに捕まるだろうとのこと。

## 開発
本作の企画は、本作と同じく魔法株式会社が開発し2007年にジー・モードが発売したゲームアプリ『雪合戦。』が原案となっている。これは敵に雪玉を投げて攻撃しステージをクリアしていくという内容だが、本作でもディレクターを務めた栗田祐介は『雪合戦。』の企画会議の席で「このシステムを使ってRPGを作りたい」と語り、雪玉をエネルギー波に置き換えて『ドラゴンボール』のように敵を倒していくという構想を思い描いていた。また、当時ジー・モードが運営していたRPG配信サイト「R.P.G-mode」で大きなタイトルを配信するまでの繋ぎとなる軽めの作品が欲しいとの要望があったことも本作を提案する動機となっている。

## 備考
- 関連ゲームとして『宮本ジュリア 派遣ですが何か?』がある。こちらはmixiのピコミクで配信されたアドベンチャーゲームで、宮本ジュリアが自身の歓迎会を発端に上司の山田や同僚などのドタバタに巻き込まれる様子を描いている。